# ژوزف فرانچسکو
 ژوزف فرانچسکو (انگلیسی: Joseph Francisco؛ زاده ۲۶ مارس ۱۹۵۵) یک فیزیک‌دان اهل ایالات متحده آمریکا است.